# Nazza
Nazza település Németországban, azon belül Türingiában. Lakosainak száma 536 fő (2023. december 31.).

## Népesség
A település népességének változása:
| Lakosok száma | 541  | 540  | 536  | 531  | 536  |
|               | 2017 | 2019 | 2021 | 2022 | 2023 |